# Los Angeles Film Critics Association Award de la meilleure actrice
Le Los Angeles Film Critics Association Award de la meilleure actrice (LAFCA for Best Actress) est une récompense cinématographique américaine décernée par la Los Angeles Film Critics Association depuis 1975 au cours de la cérémonie annuelle des LAFCA Awards.

## Palmarès
Note : le vainqueur de chaque année est indiqué en premier et en gras, les autres nommés si mentionnés sont indiqués en dessous.

### Années 1970
- 1975 : Florinda Bolkan pour son rôle dans Una breve vacanza (A Brief Vacation)
- 1976 : Liv Ullmann pour son rôle dans Face à face (Ansikte mot ansikte)
- 1977 : Shelley Duvall pour son rôle dans Trois femmes (3 Women)
- 1978 : Jane Fonda pour ses rôles dans California Hôtel (California Suite), Le Souffle de la tempête (Comes a Horseman) et Retour (Coming Home)
  - Ingrid Bergman pour son rôle dans Sonate d'automne (Höstsonaten)
  - Ellen Burstyn pour son rôle dans Cri de femmes (Kravgi gynaikon)
- 1979 : Sally Field pour son rôle dans Norma Rae

### Années 1980
- 1980 : Sissy Spacek pour son rôle dans Nashville Lady (Coal Miner's Daughter)
- 1981 : Meryl Streep pour son rôle dans La Maîtresse du lieutenant français (The French Lieutenant's Woman)
  - Diane Keaton pour son rôle dans Reds
- 1982 : Meryl Streep pour son rôle dans Le Choix de Sophie (Sophie's Choice)
  - Jessica Lange pour son rôle dans Frances
- 1983 : Shirley MacLaine pour son rôle dans Tendres Passions (Terms of Endearment)
  - Jane Alexander pour son rôle dans Le Dernier Testament (Testament)
- 1984 : Kathleen Turner pour ses rôles dans Les Jours et les nuits de China Blue (Crimes of Passion) et À la poursuite du diamant vert (Romancing the Stone)
  - Vanessa Redgrave pour son rôle dans Les Bostoniennes (The Bostonians)
- 1985 : Meryl Streep pour son rôle dans Out of Africa
  - Whoopi Goldberg pour son rôle dans La Couleur pourpre (The Color Purple)
- 1986 : Sandrine Bonnaire pour son rôle dans Sans toit ni loi
  - Marlee Matlin pour son rôle dans Les Enfants du silence (Children of a Lesser God)
- 1987 : (ex æquo)
- Holly Hunter pour son rôle dans Broadcast News
- Sally Kirkland pour son rôle dans Anna
- 1988 : Christine Lahti pour son rôle dans À bout de course (Running on Empty) (Little Dorrit)
  - Diane Venora pour son rôle dans Bird
- 1989 : (ex æquo)
- Andie MacDowell pour son rôle dans Sexe, Mensonges et Vidéo (Sex, Lies, and Videotape)
- Michelle Pfeiffer pour son rôle dans Susie et les Baker Boys (The Fabulous Baker Boys)

### Années 1990
- 1990 : Anjelica Huston pour ses rôles dans Les Arnaqueurs (The Grifters) et Les Sorcières (The Witches)
  - Joanne Woodward pour son rôle dans Mr and Mrs Bridge
- 1991 : Mercedes Ruehl pour son rôle dans The Fisher King : Le Roi pêcheur (The Fisher King)
  - Geena Davis pour son rôle dans Thelma et Louise
- 1992 : Emma Thompson pour son rôle dans Retour à Howards End (Howards End)
  - Alfre Woodard pour son rôle dans Passion Fish
- 1993 : Holly Hunter pour son rôle dans La Leçon de piano (The Piano)
  - Debra Winger pour ses rôles dans Une femme dangereuse (A Dangerous Woman) et Les Ombres du cœur (Shadowlands)
- 1994 : Jessica Lange pour son rôle dans Blue Sky
- 1995 : Elisabeth Shue pour son rôle dans Leaving Las Vegas
  - Jennifer Jason Leigh pour son rôle dans Georgia
- 1996 : Brenda Blethyn pour son rôle dans Secrets et Mensonges (Secrets and Lies)
  - Frances McDormand pour son rôle dans Fargo
- 1997 : Helena Bonham Carter pour son rôle dans Les Ailes de la colombe (The Wings of the Dove)
  - Helen Hunt pour son rôle dans Pour le pire et pour le meilleur (As Good as It Gets)
- 1998 : (ex æquo)
- Fernanda Montenegro pour son rôle dans Central do Brasil
- Ally Sheedy pour son rôle dans High Art
- 1999 : Hilary Swank pour son rôle dans Boys Don't Cry 
  - Reese Witherspoon pour son rôle dans L'Arriviste (Élection)

### Années 2000
- 2000 : Julia Roberts pour son rôle dans Erin Brockovich, seule contre tous (Erin Brockovich)
  - Laura Linney pour son rôle dans Tu peux compter sur moi (You Can Count on Me)
- 2001 : Sissy Spacek pour son rôle dans In the Bedroom
  - Naomi Watts pour son rôle dans Mulholland Drive
- 2002 : Julianne Moore pour ses rôles dans The Hours et Loin du paradis (Far From Heaven)
  - Isabelle Huppert pour son rôle dans La Pianiste
- 2003 : Naomi Watts pour son rôle dans 21 Grammes (21 Grams)
  - Charlize Theron pour son rôle dans Monster
- 2004 : Imelda Staunton pour son rôle dans Vera Drake
  - Julie Delpy pour son rôle dans Before Sunset
- 2005 : Vera Farmiga pour son rôle dans Down to the Bone
  - Judi Dench pour son rôle dans Madame Henderson présente (Mrs. Henderson Presents)
- 2006 : Helen Mirren pour son rôle dans The Queen
  - Penélope Cruz pour son rôle dans Volver
- 2007 : Marion Cotillard pour son rôle dans La Môme
  - Anamaria Marinca pour son rôle dans 4 mois, 3 semaines, 2 jours (4 luni, 3 săptămâni și 2 zile)
- 2008 : Sally Hawkins pour son rôle dans Be Happy (Happy-Go-Lucky)
  - Melissa Leo pour son rôle dans Frozen River
- 2009 : Yolande Moreau pour son rôle dans Séraphine
  - Carey Mulligan  pour son rôle dans Une éducation (An Education)

### Années 2010
- 2010 : Kim Hye-Ja pour son rôle dans Mother (마더)
  - Jennifer Lawrence pour son rôle dans Winter's Bone
- 2011 : Yoon Jeong-hee pour son rôle dans Poetry (시)
  - Kirsten Dunst pour son rôle dans Melancholia
- 2012 : (ex æquo)
- Jennifer Lawrence pour son rôle dans Happiness Therapy (Silver Linings Playbook)
- Emmanuelle Riva pour son rôle dans Amour
- 2013 : (ex æquo)
- Cate Blanchett pour son rôle dans Blue Jasmine
- Adèle Exarchopoulos pour son rôle dans La Vie d'Adèle
- 2014 : Patricia Arquette pour son rôle dans Boyhood
  - Julianne Moore pour son rôle dans Still Alice